# Devizy a valuty
V dřívější době se devizy definovaly zejména jako pohledávky a závazky znějící na cizí měnu a splatné v zahraničí. Druhá část této definice (tj. „splatné v zahraničí“) již není díky plné směnitelnosti (konvertibilitě) české koruny nezbytná.
Devizy (ale i valuty) se přepočítávají na tuzemskou měnu obvykle kurzem České národní banky, a to buď kurzem denním (platným v den vzniku devizové pohledávky či závazku), nebo kurzem fixním, což je kurz ČNB k libovolnému dni účetního období, který se pro přepočet používá předem stanovenou dobou, maximálně však 1 účetní období.
Operace s hotovostí (valutou) jsou nákladnější než operace s devizemi, proto si toto banky promítají do horšího kurzu na valutách v porovnání s kurzem deviz.

## Význam slova deviza
Deviza je bezhotovostní forma cizích peněz. Obsáhlejší definice devize je, že devizy jsou peníze v cizí měně na bankovních účtech a pohledávky znějící na cizí měnu.
Mezi devizy řadíme například akcie, cenné papíry, dluhopis, šeky a směnky. Převažující formou deviz jsou vklady tuzemských bank u zahraničních bank v cizí měně.

## Původ slova deviza
Slovo deviza je odvozeno ze starofrancouzského slova „devise“ nebo „divise“, jehož význam byl heslo na znaku panovníka nebo šlechtice a jeho původ je v latinském „dividere“, které v překladu znamená „rozdělit“, „oddělit“. Z tohoto základy vzniklo slovo devíza ve smyslu hesla nebo zásady a v přeneseném smyslu se deviza používá také ve významu jako „výhoda“, nebo „hodnota navíc“.

## Valuta
Valuty jsou hotovostním protějškem deviz, představují tedy cizí měnu v hotovosti (tj. bankovky a mince).

### Devizový VS valutový trh
Peníze devizového trhu jsou v bezhotovostní formě, které se zapisují na bankovní účet nebo do elektronického zápisu, zatímco valuty jsou hotovostní formou cizí měny. Devizový kurz (směnný kurz bezhotovostních transakcí) se vytváří na základě poptávky a nabídky v rozpětí max. 0,1%, valutový kurz (směnný kurz hotovostních transakcí) se pohybuje v rozmezí 4-5%, v praxi proto platí, že devizový kurz je výhodnější než valutový. Devize spadá jak pod klientský, tak bankovní trh, kdežto valutový jen pod klientský.

## Význam devizového trhu
Devizový trh zajišťuje následující funkce:
1. zabezpečení zahraničních měn pro potřeby mezinárodního obchodu,

investování, turistiky a dalších mezinárodních aktivit ekonomických subjektů
1. zabezpečení (hedging) se proti kurzovému riziku
2. devizové spekulace
3. devizové arbitráže (operace nákupu a prodeje zahraničních měn s cílem maximalizovat zisk)

Mimořádný význam devizového trhu dokumentuje i skutečnost, že jde o největší finanční trh ve světě. Podle banky pro mezinárodní platby jeho denní obrat v roce 2013 dosáhl 5,3 bil. USD. Obchody se koncentrují zejména v největších finančních centrech. Objem obchodů ve Velké Británii si dlouhodobě udržuje prvořadé postavení.
Devizový trh je nejrozsáhlejší finanční trh ve světě, protože je přístupný celý rok kromě víkendů, Vánoc a Nového roku 24 hodin denně. Obchodní týden začíná v neděli o 22.00h Greenwich Mean Time – GMT a končí v pátek o 22.00h GMT v New Yorku. Začátek a konec obchodního týdne je doprovázen nízkou likviditou (změna objemu obchodů) a volatilitou (změna ceny aktiva) na trzích. To celkově znamená, že trh je klidnější a celkově se mění pomaleji. Obchodní den začíná v Asii (asijské obchodování), posouvá se do Evropy (evropské obchodování) a končí v Severní Americe (severoamerické obchodování). Obchodník může tuto časovou osu využívat nepřetržitě. Banky jsou otevřeny ve světě standardně od 9:00h ráno až do 16:00h odpoledne.

### Typy měny
Z hlediska významu pro forexový trh se měny dělí na:
a) hlavní měny (forex majors)
b) vedlejší měny
c) exotické měny
Za hlavní měny se považují měny, které plní všechny funkce peněz v mezinárodním měnovém systému, tedy funkci výměny, zúčtovacího prostředku a uchovatele hodnot. Jde o měny vyspělých zemí, které jsou bez omezení používané při mezinárodních finančních vztazích, např. americký dolar (USD), euro (EUR), anglická libra (GBP), japonský jen (JPY), švýcarský frank (CHF), kanadský dolar (CAD) a australský dolar (AUD).
Na druhé straně vedlejší měny jsou takové, jejichž použití je do jisté míry omezené, tzn. jsou méně obchodované, např. maďarský forint (HUF), česká koruna (CZK), polský zlotý (PLN), norská koruna (NOK), švédská koruna (SEK).
Použití exotických měn v mezinárodních finančních vztazích není až tak rozšířené. Většinou jde o měny rozvojových nebo rozvíjejících se zemí, např. singapurský dolar (SGD), thajský baht (THB). Některé zdroje uvádějí, že sem patří i CZK a PLN. Zařazení měn do jednotlivých skupin není standardní. V závislosti na příslušnosti trhu k danému regionu se mění i skladba měn v jednotlivých kategoriích.

### Konvertibilita měny
Konvertibilita měny je směnitelnost měny za jinou měnu. Vnitřní konvertibilita znamená, že si můžeme za naši měnu nakupovat cizí měnu na našem území, ale v zahraničí se naše měna nepřijímá. Vnější konvertibilita na druhou stranu znamená, že naší měnu můžeme směnit i v zahraničí. Konvertibilní měny jsou takové, které můžeme po světe volně měnit, zatímco nesměnitelné měny nejsou obchodovány na devizových trzích. Jejich cena (směnný kurs) nemůže být tím pádem tržní. Česká koruna je v současnosti plně konvertibilní tzn. vnitřní i vnější.
Nejvíce obchodovanou měnou je USD s 86% všech transakcí na Forexu. Euro se podílí na objemu přibližně 37%, japonský yen jako třetí se 17%.